# Cyperus constanzae
Cyperus constanzae är en halvgräsart som beskrevs av Ignatz Urban. Cyperus constanzae ingår i släktet papyrusar, och familjen halvgräs. Inga underarter finns listade i Catalogue of Life.